# Cristiano Mozzati

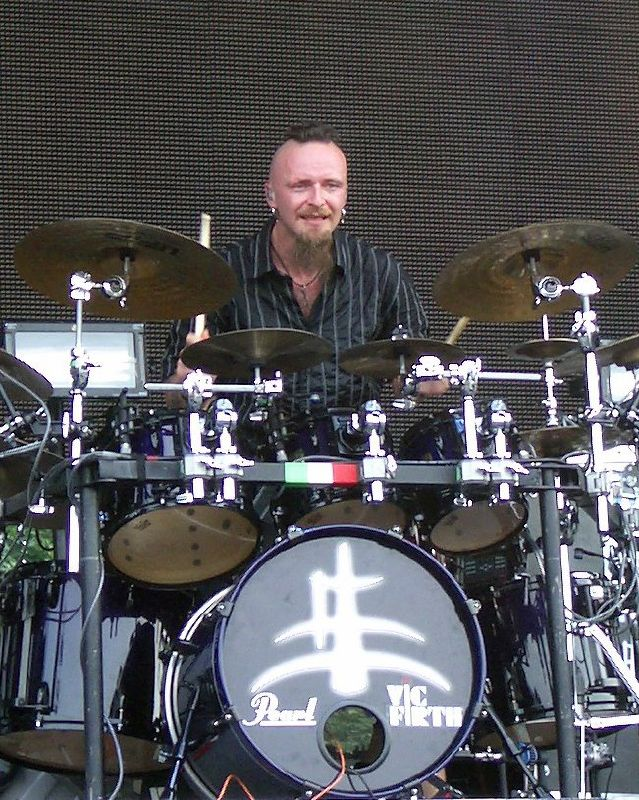
Cristiano Mozzati.

Cristiano 'CriZ' Mozzati (n. Pésaro, Italia; 13 de agosto de 1973) fue el baterista de la banda de metal gótico, Lacuna Coil, que entró en el año 1998 en sustitución del anterior baterista hasta el 14 de febrero de 2014 que abandonó.
Él usa una Pearl Masters Custom. Lleva desde los 12 años tocando.

## Personal
- Su canción favorita de Lacuna Coil es "Tight rope", del disco Comalies
- Sus grupos favoritos son Police, Meshuggah, Portishead, Korn, Opeth principalmente, y está influenciado a la hora de tocar por estas bandas.
- Sus películas favoritas son Zatoicchi, Matrix (trilogía) El señor de los anillos (trilogía) Y Braveheart y las películas de Jackie Chan, Jim Carrey y Rocco Siffredi.

- Datos: Q157780